# 韓国の鉄道駅一覧 た-と
| あ - お | か - こ | さ - そ | た - と | な - の | は - ほ | ま - も | や - わ行 |

韓国の鉄道駅一覧 た-とは、大韓民国の鉄道駅のうち、たからとで始まるものの一覧である。
なるべく読みを付け、同名・同表記の駅には事業者名も付した。

## た行
- 多斯駅 - （タサえき）
- 茶山駅 - （タサンえき）
- 多侍駅 - （タシえき）
- 多大浦港駅 - （タデポハンえき）
- 多大浦海水浴場駅 - （タデポヘスヨクチャンえき）
- 丹陽駅 - （タニャンえき）
- 踏十里駅 - （タプシムニえき）
- 塔石駅 - （タプソクえき）
- 塔里駅 - （タプリえき）
- タムティ駅 - （タムティえき）
- 達城公園駅 - （タルソンゴンウォンえき）
- 達川駅 - （タルチョンえき）
- 達月駅 - （タロルえき）
- 堂山駅 - （タンサンえき）
- 堂井駅 - （タンジョンえき）
- 丹垈オゴリ駅 - （タンデオゴリえき）
- 堂里駅 - （タンニえき）
- 炭坊駅 - （タンバンえき）
- 炭峴駅 - （タンヒョンえき）

## ち行
- 祭基洞駅 - （チェギドンえき）
- 猪津駅 - （チェジンえき）
- 栽松駅 - （チェソンえき）
- 堤川駅 - （チェチョンえき）
- 済物浦駅 - （チェムルポえき）
- 体育公園駅 - （チェユッコンウォンえき）
- 稷山駅 - （チクサンえき）
- 直指寺駅 - （チクチサえき）
- チゲゴル駅 - （チゲコルえき）
- 池山駅 - （チサンえき）
- 芝制駅 - （チジェえき）
- 知識情報団地駅 - （チシクチョンボダンジえき）
- 智足駅 - （チジョクえき）
- 支石駅 - （チソクえき）
- 池灘駅 - （チタンえき）
- 紙杻駅 - （チチュクえき）
- 枝川駅 - （チチョンえき）
- 進永駅 - （チニョンえき）
- 振威駅 - （チヌィえき）
- 池内駅 - （チネえき）
- 鎮海駅 - （チネえき）
- 砥平駅 - （チピョンえき）
- 紙杏駅 - （チヘンえき）
- チャガルチ駅 - （チャガルチえき）
- 鵲田駅 - （チャクチョンえき）
- 佐川駅 - （チャチョンえき・韓国鉄道公社）
- 佐川駅 - （チャチョンえき・釜山交通公社）
- 蚕院駅 - （チャムォンえき）
- 蚕室駅 - （チャムシルえき）
- 蚕室セネ駅 - （チャムシルセネえき）
- 蚕室ナル駅 - （チャムシルナルえき）
- 紫陽駅  - （チャヤンえき）
- 車両基地臨時乗降場[注 1] - （チャリャンギジ イムシスンガンジャン）
- 長岩駅 - （チャンアムえき）
- 昌原駅 - （チャンウォンえき）
- 昌原中央駅 - （チャンウォンチュンアンえき）
- 長期駐車場駅 - （チャンギジュチャジャンえき）
- 長沙駅 - （チャンサえき）
- 萇山駅 - （チャンサンえき）
- 長旨駅 - （チャンジえき）
- 長者湖水公園駅 - （チャンジャホスゴンウォンえき）
- 長箭駅 - （チャンジョンえき）
- 昌信駅 - （チャンシンえき）
- 長神大駅 - （チャンシンデえき）
- チャンスンベギ駅 - （チャンスンベギえき）
- 長城駅 - （チャンソンえき）
- 倉洞駅 - （チャンドンえき）
- 長林駅 - （チャンニムえき）
- 長項駅 - （チャンハンえき）
- 長漢坪駅 - （チャンハンピョンえき）
- 湫岩駅 - （チュアムえき）
- 朱安駅 - （チュアンえき）
- 朱安国家産団駅 - （チュアンクッカサンダンえき）
- 竹田駅 - （チュクチョンえき・韓国鉄道公社）
- 竹田駅 - （チュクチョンえき・大邱交通公社）
- 竹辺駅 - （チュクピョンえき）
- 杻田駅 - （チュジョンえき）
- 周徳駅 - （チュドクえき）
- 春衣駅 - （チュニえき）
- 周浦駅 - （チュポえき）
- 注葉駅 - （チュヨプえき）
- 周礼駅 - （チュレえき）
- 中央駅 - （チュンアンえき・韓国鉄道公社）
- 中央駅 - （チュンアンえき・釜山交通公社）
- 中央路駅 - （チュンアンノえき・大邱交通公社）
- 中区庁駅 - （チュングチョンえき）
- 中渓駅 - （チュンゲえき）
- 中谷駅 - （チュンゴクえき）
- 繒山駅 - （チュンサンえき）
- 甑山駅 - （チュンサンえき）
- 忠州駅 - （チュンジュえき）
- 忠正路駅 - （チュンジョンノえき）
- 春川駅 - （チュンチョンえき）
- 中洞駅 - （チュンドンえき・韓国鉄道公社）
- 中洞駅 - （チュンドンえき・釜山交通公社）
- 中浪駅 - （チュンナンえき）
- 竹林温泉駅 - （チュンニムオンチョンえき）
- 春陽駅 - （チュニャンえき）
- 忠烈祠駅 - （チュンニョルサえき）
- 曽坪駅 - （チュンピョンえき）
- 中和駅 - （チュンファえき）
- 秋風嶺駅 - （チュプンニョンえき）
- 曽米駅 - （チュンミえき）
- 忠武路駅 - （チュンムロえき）
- 中里駅 - （チュンリえき）
- 草月駅 - （チョウォルえき）
- 草芝駅 - （チョジえき）
- 鳥城駅 - （チョソンえき）
- 草堂駅 - （チョダンえき）
- 鳥致院駅 - （チョチウォンえき）
- 天安駅 - （チョナンえき）
- 天安牙山駅 - （チョナンアサンえき）
- 全義駅 - （チョニえき）
- 天旺駅 - （チョヌァンえき）
- 店村駅 - （チョムチョンえき）
- 鉄岩駅 - （チョラムえき）
- 草梁駅 - （チョリャンえき）
- 鉄山駅 - （チョルサンえき）
- 井邑駅 - （チョンウプえき）
- 鐘閣駅 - （チョンガクえき）
- 青丘駅 - （チョングえき）
- 清渓山入口駅 - （チョンゲサンイックえき）
- 全谷駅 - （チョンゴクえき）
- 青山駅 - （チョンサンえき）
- 亭子駅 - （チョンジャえき）
- 全州駅 - （チョンジュえき）
- 清州駅 - （チョンジュえき）
- 清州空港駅 - （チョンジュくうこうえき）
- 総神大入口（梨水）駅 - （チョンシンデイックイスえき）
- 青所駅 - （チョンソえき）
- 旌善駅 - （チョンソンえき）
- 清潭駅 - （チョンダムえき）
- 前垈・エバーランド駅 - （チョンデ エバーランドえき）
- 正東津駅 - （チョンドンジンえき）
- 清道駅 - （チョンドえき）
- 全東駅 - （チョンドンえき）
- 正東津駅 - （チョンドンジンえき）
- 青羅国際都市駅 - （チョンナこくさいとしえき）
- 青里駅 - （チョンニえき）
- 清凉里駅 - （チョンニャンニえき）
- 貞陵駅 - （チョンヌンえき）
- 鐘路3街駅 - （チョンノサンガえき）
- 鐘路5街駅 - （チョンノオガえき）
- 総合運動場駅 - （チョンハプウンドンジャンえき・ソウル交通公社・ソウル市メトロ9号線）
- 総合運動場駅 - （チョンハブンドンジャンえき・釜山交通公社）
- 鼎鉢山駅 - （チョンバルサンえき）
- 正坪駅 - （チョンピョンえき）
- 清平駅 - （チョンピョンえき）
- 政府果川庁舎駅 - （チョンブクァチョンチョンサえき）
- 政府庁舎駅 - （チョンブチョンサえき）
- 千戸駅 - （チョンホえき）
- 田浦駅 - （チョンポえき）
- 天摩山駅 - （チョンマサンえき）
- 清明駅 - （チョンミョンえき）
- 正往駅 - （チョンワンえき）
- 漆谷雲岩駅 - （チルゴグナムえき）
- 漆谷慶大病院駅 - （チルゴッキョンデビョンウォンえき）
- 七星市場駅 - （チルソンシジャンえき）
- 進礼駅 - （チルリェえき）
- 津上駅 - （チンサンえき）
- 晋州駅 - （チンジュえき）
- 辰泉駅 - （チンチョンえき）
- 珍富駅 - （チンブえき）

## て行
- 大邱駅 - （テグえき）
- 大光里駅 - （テグァンニえき）
- 大邱銀行駅 - （テグウネンえき）
- 大邱韓医大病院駅 - （テグハニデビョンウォンえき）
- テクノパーク駅 - （テクノパークえき）
- 大谷駅 - （テゴクえき・韓国鉄道公社）
- 大谷駅 - （テゴクえき・大邱都市鉄道公社）
- 大公園駅 - （テゴンウォンえき・韓国鉄道公社）
- 大沙駅 - （テサえき）
- デジタルメディアシティ駅 - （デジタルメディアシティえき）
- 大渚駅 - （テジョえき）
- 太田駅 - （テジョンえき）
- 大田駅 - （テジョンえき）
- 大田操車場 - （テジョンそうしゃじょう）
- テシル駅 - （テシルえき）
- 大新駅 - （テシンえき）
- 大成里駅 - （テソンニえき）
- 大峙駅 - （テチえき・ソウル交通公社）
- テチョン駅 - （テチョンえき）
- 大川駅 - （テチョンえき）
- 大峙駅 - （テティえき・釜山交通公社）
- 大洞駅 - （テドンえき）
- 大方駅 - （テバンえき）
- 太平駅 - （テピョンえき）
- 太和江駅 - （テファガンえき）
- 大化駅 - （テファえき）
- 大興駅 - （テフンえき）
- 太白駅 - （テベクえき）
- 大鳳橋駅 - （テボンギョえき）
- 大明駅 - （テミョンえき）
- 大母山入口駅 - （テモサンイックえき）
- 大野駅 - （テヤえき）
- 大夜味駅 - （テヤミえき）
- 大林駅 - （テリムえき）
- 泰陵入口駅 - （テルンイックえき）

## と行
- 道安駅 - （トアンえき）
- 桃源駅 - （トウォンえき）
- トゥクソム駅 - （トゥッソムえき）
- 斗井駅 - （トゥジョンえき）
- 斗実駅 - （トゥシルえき）
- 頭流駅 - （トゥリュえき）
- 登亀駅 - （トゥングえき）
- 屯田駅 - （トゥンジョンえき）
- 登村駅 - （トゥンチョンえき）
- 遁村洞駅 - （トゥンチョンドンえき）
- 得粮駅 - （トゥンニャンえき）
- 屯内駅 - （トゥンネえき）
- 退渓院駅 - （トェゲウォンえき）
- 徳亭駅 - （トクチョンえき）
- 徳川駅 - （トクチョンえき）
- 篤亭駅 - （ドクチョンえき）
- 徳斗駅 - （トクトゥえき）
- 徳下駅 - （トクハえき）
- トクバウィ駅 - （トクバウィえき）
- 徳浦駅 - （トクポえき）
- 道渓駅 - （トゲえき）
- 道高温泉駅 - （トゴオンチョオンえき）
- 道谷駅 - （トゴクえき）
- 道山駅 - （トサンえき）
- 陶深駅 - （トシムえき）
- 土城駅 - （トソンえき）
- 嶋潭駅 - （トダムえき）
- 徳渓駅 - （トッケえき）
- 禿山駅 - （トッサンえき）
- 徳沼駅 - （トッソえき）
- 陶農駅 - （トノンえき）
- 道禾駅 - （トファえき）
- 道峰駅 - （トボンえき）
- 道峰山駅 - （トボンサンえき）
- 都羅山駅 - （トラサンえき）
- 道林川駅 - （トリムチョンえき）
- トルゴゲ駅 - （ドルゴゲえき）
- トルゴジ駅 - （トルゴジえき）
- 銅岩駅 - （トンアムえき）
- 東仁川駅 - （トンインチョンえき）
- 東義大駅 - （トンイデえき）
- 東院駅 - （トンウォンえき）
- 東梧駅 - （トンオえき）
- 東区庁駅 - （トングチョンえき）
- 東九陵駅 - （トングルンえき）
- 銅雀駅 - （トンジャクえき）
- 銅店駅 - （トンジョムえき）
- 東樹駅 - （トンスえき）
- 東灘駅（トンタンえき）
- 東春駅 - （トンチュンえき）
- 東川駅 - （トンチョンえき・京畿鉄道）
- 東川駅 - （トンチョンえき・大邱交通公社）
- 東川駅 - （トンチョンえき）
- 東大入口駅 - （トンデイックえき）
- 東大邱駅 - （トンデグえき）
- 東大新駅 - （トンデシンえき）
- 東大門駅 - （トンデムンえき）
- 東大門歴史文化公園駅 - （トンデムン・ヨッサムンファゴンウォンえき）
- 東豆川駅 - （トンドゥチョンえき）
- 東豆川中央駅 - （トンドゥチョン・チュンアンえき）
- 東良駅 - （トンニャンえき）
- 独立門駅 - （トンニンムンえき）
- 東萊駅 - （トンネえき・韓国鉄道公社）
- 東萊駅 - （トンネえき・釜山交通公社）
- 東方駅 - （トンバンえき）
- 桐華駅 - （トンファえき）
- 東海駅 - （トンヘえき）
- 統海駅 - （トンヘえき）
- 冬柏駅 - （トンベクえき）
- 東栢駅 - （トンベクえき）
- 東栢山駅 - （トンベクサンえき）
- 東幕駅 - （トンマクえき）
- 東廟前駅 - （トンミョアプえき）
- トンメ駅 - （トンメえき）